# Wiążące reguły korporacyjne
Wiążące reguły korporacyjne (WRK), również oznaczane jako BCR (skrót określenia angielskiego) – zasady spełniające wymogi prawa Unii Europejskiej (UE) wprowadzone przez międzynarodowy podmiot gospodarczy do stosowania wewnątrz swojej organizacji dla chronienia danych osobowych.
Koncepcja takich reguł była związana z dyrektywą o danych osobowych nr 95/46, zgodnie z którą przekazywanie danych osobowych poza Europejski Obszar Gospodarczy (EOG) było dozwolone pod warunkiem spełnienia określonych warunków. Dla przeważającej liczby przypadków było też konieczne wystąpienie o zgodę na transfer do właściwych ze względu na miejsce działania danej korporacji państwowych organów ochrony danych osobowych, w Polsce – do generalnego inspektora ochrony danych osobowych (GIODO). Dla uproszczenia legalnego przekazywania danych osobowych niektóre z krajów UE zaimplementowały zasadę wzajemnego uznania (mutual recognition (ang.)) wiążących reguł korporacyjnych. Zgodnie z nią akceptacja WRK przez jeden wybrany państwowy organ ochrony danych osobowych, przy pozytywnej opinii dwóch innych takich organów, pozwalała na uznanie, iż przekazywanie danych w ramach danej korporacji, w tym do podmiotów zależnych z siedzibą w krajach poza EOG, odbywało się w sposób bezpieczny, zgodny z wymogami prawa unijnego.
Według stanu na rok 2012 na całym świecie istniało 15 zatwierdzonych WRK, i większość z nich ma akceptację francuskiego lub brytyjskiego inspektora ochrony danych osobowych. W tym samym czasie spośród państwa EOG zasada wzajemnego uznania nie była przyjęta przez Austrię, Belgię, Bułgarię, Cypr, Czechy, Francję, Hiszpanię, Holandię, Niemcy, Norwegię, Polskę i Wielką Brytanię. Pomimo niestosowania przez Polskę ww. zasady istnienie w danym podmiocie międzynarodowym WRK było przesłanką ułatwiającą uzyskanie pozytywnego wyniku postępowania przed GIODO.